# Lemon of Troy
«Lemon of Troy» (рус. Лимон Троянский) — двадцать четвёртый эпизод шестого сезона мультсериала «Симпсоны», премьера которого состоялась 14 мая 1995 года.

## Сюжет
Шелбильвилльцы похищают священное дерево Спрингфилда — лимонное дерево. Барт вместе с ребятами пытается вернуть дерево обратно. Они проникают в Шелбивилль, где пытаются узнать местоположение дерева в командах. Милхаус находит своего двойника. Мартин и Нельсон пытаются выбить правду из малыша с лимонадом. Барт внедряется в местную команду хулиганов. На помощь приходят даже взрослые с Гомером и Недом. Дерево, конечно же, возвращают со штрафной стоянки. В конце спрингфилдцы пьют лимонад, а шелбильвилльцы пьют свекольный сок.

## Культурные отсылки
- Название эпизода пародирует имя известной героини греческой мифологии Елены Троянской (Helen of Troy), а сюжет — историю о Троянской войне. История начинается с похищения лимонного дерева и кампании по его освобождению, то есть Шелбивилль выступает в роли Трои, Спрингфилд — Греции, дерево — Елены Прекрасной. Кроме того, сцена на стоянке, когда шелбивильцы эвакуировали якобы брошенный (а на самом деле забитый жителями Спрингфилда) фургон Фландерса, пародирует знаменитый сюжет о троянском коне.
- Сцена с Бартом и его командой, смотрящей с холма на захваченное дерево, окружённое детьми на велосипедах, имеет сходство с ранней сценой в Безумном Максе 2: Воин Дорог.